# Darren Grimes
Darren Grimes (né le 22 juillet 1993) est un commentateur politique britannique et activiste du parti conservateur. Ce militant se présentant comme libéral-démocrate ou libertarien a arrêté ses études universitaires (en 2016), pour travailler pour plusieurs campagnes d'influences en faveur du Brexit, dont en créant un parti de campagne : BeLeave. Il semble avoir joué un rôle dans le basculement de l'opinion publique au Royaume-Uni en faveur du Brexit lors du référendum sur le Brexit, en faisant en sorte qu'une société canadienne (AggregateIQ) soit financée pour utiliser les données de Cambridge Analytica afin de modifier les tendances de vote au sein de l'opinion publique durant les dernières semaines de la campagne pour le Brexit.

## Enfance, éducation
Grimes a grandi dans une famille monoparentale à Consett, dans le comté de Durham, en Angleterre. Il se dit ouvertement homosexuel. 
Il a fait des études de mode, et a entamé des études de commerce à l'Université de Brighton tout en étant employé à temps partiel dans un magasin.

## Activisme
À l'université, Grimes était déjà activiste, au service des libéraux démocrates anglais.
En 2015, âgé de 21 ans, avec Mark Gettleson il travaille pour Norman Lamb qui brigue alors le rôle de chef de parti (lors de l'élection à la direction des Libéraux-démocrates de 2015 (remarque : Gettleson sera quelques années plus tard l'un des lanceurs d'alerte de Cambridge Analytica, au centre du scandale mondial qui a fait vaciller Facebook et son PDG Mark Zuckerberg)). Norman Lamb échoue et n'est pas élu.
Grimes commence à se faire connaitre lors des élections générales de 2015, via la BBC, en y déplorant le manque de stages rémunérés pour les étudiants de la classe ouvrière. « Je n'ai pas ce luxe de pouvoir gravir les échelons sociaux, même si je suis un travailleur acharné, je suis déterminé », affirmait-il.

L'été 2015, le lendemain de la mort (à l'âge de 55 ans) de Charles Kennedy, chef de son parti (Libéraux-démocrates), Darren Grimes, en tant que jeune militant de ce parti est interviewé par la BBC qui l'invite à parler de Charles Kennedy ; Darren Grimes semble alors très pro-européen : selon lui Charles Kennedy « a toujours insisté pour que le parti soit une voix internationaliste. Il pensait que dans un monde de plus en plus globalisé, avoir la Grande-Bretagne en Europe était la seule voie à suivre. Et je pense que c'est le message que le parti doit faire passer. Et il a été l'une des premières personnes à sortir et à exprimer cela ».
Quelques mois plus tard, en 2016, dans l'effervescence médiatique et politique de la préparation du référendum sur l'appartenance du Royaume-Uni à l'Union européenne (qui aura lieu le 23 juin 2016), Darren Grimes abandonne ses études universitaires pour fonder un groupe de jeunes pro-Brexit, groupe dénommé BeLeave, dont les bureaux seront hébergés dans ceux du parti Vote Leave (hébergement gratuit qui selon les deux parties, était une offre informelle d'aide et non pas une entente). Vote Leave a aussi aidé Grimes à faire officiellement enregistrer BeLeave comme organisation officielle (en mai 2016). Le nouveau groupe créé par Daren Grimes « cible » les jeunes électeurs de droite, apolitiques ou autres, dans le cadre de la campagne référendaire et il promeut clairement une sortie de l'Union européenne. Les messages qu'il diffuse, utilisent cependant des 'ressorts' très différents, voire à l'opposé de ceux des messages d'autres partis europhobes ciblant les électeurs de droite ou d'extrême droite, avec des contenus plutôt populistes, homophobes et anti-immigrants). Au contraire les messages envoyés par Grimes semblent altruistes, et critiquant une Europe trop fermée et inégalitaire (Grimes ne cache pas être gay, comme plusieurs autres jeunes militants leaders de son groupe) ; ses messages sont néanmoins rédigés et illustrés de telle sorte qu'ils poussent à conclure qu'il faut que le Royaume-Uni sorte de l'Europe.
De 2016 à 2018, il apparaît comme le représentant de la jeunesse pro-Brexit. Très à l'aide devant une caméra ou un micro, s'exprimant facilement, on l'invite à ce titre à la radio et à la télévision, où il plaide pour que le Royaume-Uni sorte de l'Union européenne. Grimes est alors aussi rédacteur en chef-adjoint du site Web politique BrexitCentral, créé par Matthew Elliott (ancien directeur général de Vote Leave, le groupe désigné par le parti officiel du Brexit (Brexit Party, rebaptisé depuis Reform UK, un parti politique britannique très anti-européen fondé en février 2019, exclusivement pour assurer la sortie du Royaume-Uni de l'Union européenne) ; Après le référendum de 2016, ce parti arrive en tête des élections européennes de 2019 au Royaume-Uni.
En 2018, Darren Grimes devient le responsable numérique de l'Institut des affaires économiques (IEA), l'un des nombreux laboratoires d'idées libéraux voués à la promotion d'un marché libre.
En 2019, avec d'autres commentateurs politiques tels que Steven Edginton, Chloe Westley, Dominique Samuels, Tom Harwood et d'autres, Darren Grimes a contribué à la création d'une organisation de jeunesse de droite, nouvellement au Royaume-Uni, dénommée Turning Point UK ou TPUK.
Ce mouvement politique a été voulu et notamment financé par un donateur conservateur et un candidat eurodéputé non retenu pour le « Brexit Party » George Farmer, mais l'organisation refuse de divulguer les noms des autres donateurs ou fondateurs,. Il est étroitement lié à Turning Point USA, un mouvement de jeunesse équivalent créé pour soutenir Donald Trump.
Ce projet a été salué par des dirigeants de l'extrême droite anglaise tels que Priti Patel, Jacob Rees-Mogg et Nigel Farage.

Le TPUK a suscité la controverse en adoptant une méthode américaine de doxing, encourageant les étudiants anglais à filmer et dénoncer tout parti pris supposément de gauche émanant de professeurs d'université.
En 2020, Darren Grimes a lancé en mai, une plate-forme Internet dénommée Reasoned dédiée à ceux qui « cachent [leurs] opinions politiques de peur d'être qualifiés d'homophobes, de TERF, [ou] de racistes », visant à moderniser l'image d'un ancien groupe de jeunes conservateurs, appelé Reason. Le magazine satirique Private Eye a révélé que cette plate-forme a été produite par le fils de l'ancien député européen du Brexit Party, Lance Forman.
Une vidéo publiée par Grimes sur sa chaine vidéo Reasoned, semble être une copie, quasiment mot pour mot, d'une vidéo publiée par la plate-forme de droite américaine PragerU. La plate-forme se présente comme indépendante, mais les publicités faites pour elles sur Facebook (diffusées en 2018) ont été payées par "Your Channel Media", une société détenue et dirigée par Oliver Anisfeld qui n'est autre que le PDG de TPUK.

## Soupçons d'incitation à la haine raciale
En 2020, en juillet, Grimes publie sur sa plateforme vidéo un entretien avec l'historien anglais David Starkey. Ce dernier est historien constitutionnel et spécialiste de la dynastie Tudor et de la Période Tudor. L'historien, alors âgé de 70 ans, suscite une polémique par son discours. On l'entend expliquer que, selon lui, « l'esclavage n'était pas un génocide, sinon il n'y aurait pas autant de foutus noirs en Afrique ou en Grande-Bretagne, n'est-ce pas ? ». Grimes a publié cette vidéo sans se démarquer de l'auteur ou de ce commentaire. Cet extrait a notamment été condamné par l'ancien chancelier de l'Échiquier Sajid Javid.
Grimes a ensuite tweeté : « je rejette dans les termes les plus vifs ce que le Dr Starkey a dit dans cette vidéo et j'aimerais tellement l'avoir attrapé à ce moment-là ».
La police métropolitaine de Londres a ouvert une enquête sur Grimes pour soupçon d'incitation à la haine raciale ; Darren Grimes a été invité à se rendre au poste de police pour être interrogé sous caution. Il a répondu dans un communiqué en disant : « Je ne peux pas imaginer un moyen plus méprisable pour la police métropolitaine d'abuser de l'argent des contribuables et de la confiance des citoyens qu'en enquêtant sur cette affirmation vexatoire ».

Ken Macdonald (ancien directeur des poursuites pénales) a estimé qu'une telle enquête menaçait la liberté d'expression, point de vue repris par certains députés du parti conservateur. L'enquête est ensuite abandonnée car jugée non-proportionnée.

## Affaire des manipulations des électeurs du référendum relatif au Brexit
Darren Grimes s'est retrouvé impliqué par deux voies différentes dans cette affaire :

### Manipulations des votes
En 2018, l'un des lanceurs d'alerte qui travaillaient chez Cambridge Analytica (Christopher Wylie) a fait savoir, dans plusieurs journaux européens, que Cambridge Analytica a joué un rôle crucial, et démocratiquement néfaste, dans les résultats des votes lors du Référendum sur le Brexit, en agissant de concert avec son homologue canadien AggregateIQ ; en octobre 2020 il sera confirmé que AggregateIQ, petite société alors presque inconnue, a reçu environ 3,5 millions de livres sterling de quatre groupes de campagne pro-Brexit (Vote Leave, BeLeave, Veterans for Britain et Democratic Unionist Party d'Irlande du Nord). Cet argent permettra de directement cibler de nombreux électeurs afin de rendre le Brexit désirable à leurs yeux. Selon Christopher Wylie, l'un des lanceurs d'alerte ayant dénoncé ce mécanisme, « sans AggregateIQ, le camp du 'Leave' n'aurait pas pu gagner le référendum, qui s'est joué à moins de 2 % des votes »,. »
Grimes et son mouvement ne sont pas seuls en cause. Ce financement s'ajoutait à d'autres, qui tous visaient à financer une distribution de messages politiques ciblés via les médias sociaux (Facebook, principalement) ; le ciblage étant construit sur la base de profils psychologiques établis à partir de millions de données personnelles d'utilisateurs préalablement volées sur Facebook par Cambridge Analytica. Mais selon l'un des lanceurs d'alerte (Christopher Wylie), c'est Darren Grimes (qui venait alors de créer son groupe BeLeave) qui a recommandé au parti Vote Leave (officiellement chef de la campagne pro-Brexit) de faire appel à AIQ. AIQ a alors été chargé de créer un logiciel visant à agréger des millions de données personnelles, afin de manipuler psychologiquement un grand nombre d'électeurs anglais par le biais de messages les ciblant spécifiquement. 

Ce ciblage était notamment fait en fonction des profils psychologiques reconstruit à partir des comportements des gens sur Facebook. AIQ était chargé de faire en sorte qu'un grand nombre de jeunes indécis ou plutôt pro-européens votent pour le Brexit ou s'abstiennent de voter. Ceci a pu être fait grâce au vol des données de millions d'utilisateurs de Facebook par Cambridge Analytica, qui en a fait une base de données transmise au Canada à AggregateIQ.

### Illégalités financières et coordination inter-groupe illégale
En fin de campagne, quelques semaines avant la date du référendum, Vote Leave approche de la limite de dépenses (7 millions de livres sterling), mais souhaite augmenter les publicités pour son camp sur Facebook. Il propose (par mail) à Grimes de faire un don (de quelques centaines de milliers de livres, démontré par des archives publiques) à BeLeave. Grimes accepte le don au nom de son organisation, mais en demandant que l'argent soit directement versé à AggregateIQ (société-sœur de Cambridge Analytica basée au Canada).
Mais la coordination inter-groupes lors d'une élection est strictement interdite au Royaume-Uni. Or, : 
1. Selon le témoignage d'un ancien de Vote Leave, fait au journal The Guardian, et selon les conclusions de la Commission électorale étayées par les preuves qu'elle a accumulé lors de son enquête : le site Web de campagne BeLeave a en réalité été mis en place par le parti Vote Leave. De même le contenu de ce site a été créé par Vote Leave. Le mouvement de Grimes (BeLeave) a consulté Vote Leave lors de sa campagne, et Vote Leave aurait « activement recherché un financement pour son travail ». 
La Commission électorale s'est dite « également convaincue que la création, la stratégie, le financement et les activités de BeLeave tout au long de son existence en tant qu’association non constituée en société en mai et juin 2016 ont tous été sous l’influence notable de Vote Leave ». 
Selon The Guardian, Grimes semble cependant n'avoir pas tiré d'avantages en nature ou d'enrichissement personnels de cette situation.
2. En mai 2018, un dirigeant de Facebook a témoigné devant le Comité spécial de la Chambre des communes pour le numérique, la culture, les médias et le sport que Vote Leave et BeLeave ont agi de concert en ciblant exactement les mêmes publics sur Facebook, et tous deux via AIQ[30].

### Erreurs de déclaration ou fausses déclarations
La Commission électorale anglaise est chargée de contrôler le respect des lois anglaises électorales (dont sur le financement et les dépenses des partis politiques). Elle a fait valoir que les plafonds autorisés de dépenses électorales avaient été dépassés par Vote Leave et BeLeave, et que les responsable de ces groupes de campagne, respectivement : l'homme d'affaires David Alan Halsall (de Vote Leave) et Grimes, avait fait de fausses déclarations concernant les dépenses de leurs groupes.

### Usage illégal de données personnelles
Grimes, en alimentant AggregateIQ a ainsi indirectement contribué à une utilisation de données personnelles faite sans le consentement éclairé des personnes concernées ; ce qui est interdit dans tous les États membres de l'Union européenne (et le Royaume-Uni en faisait alors encore partie). Mais la Commission électorale n'a pas de compétence sur ce type de sujet.

### Poursuites et condamnations
En 2018, Darren Grimes est condamné à 20 000 £ d'amende par la Commission électorale anglaises, sur la base de preuves montrant que BeLeave a dépensé plus de 675 000 £ pour missionner un cabinet canadien spécialisé dans la manipulation des opinions sociopolitiques des individus, via les réseaux sociaux, et parce qu'il l'avait fait en coordination avec l'organisation de campagne officielle du Brexit Vote Leave (ce qui est illégal selon la loi électorale anglaise). 

De son côté Vote Leave est condamné (à 61 000 £ amende) dont pour s'être coordonné avec Grimes. Après avoir fait appel, le groupe abandonne finalement son dossier (en mars 2019) et paye l'intégralité de son amende. Il est aussi condamné à payer 20 000 £ pour manque de registre précis de ses dépenses, pour ne pas s'être conformé à un avis statutaire et avoir dépassé sa limite de dépenses, et à 1 000 £ pour omission de factures et de reçus dans ses déclarations. 

Un autre groupe de campagne pro-Brexit : Leave.EU, créé par l’homme d’affaires Arron Banks est également poursuivi (pour dépenses mal déclarées et excessives, certaines factures non fournies) et fera appel et perdra.
Grimes fait appel et, via un site Web de financement participatif, il rassemble plus de 90 000 £ pour financer ses avocats.
En appel, l'amende de Grimes est annulée ; les charges qui pesaient sur lui étaient essentiellement dues au fait qu'il s'était enregistré auprès de la Commission électorale en tant que militant individuel, ce qui limitait son plafond de dépense à 10 000 £ (contre 700 000 £ s'il s'était déclaré comme un parti de campagne). Grimes a argué de son manque d'expérience (de sa bonne foi) quand il a coché, par erreur selon lui, la mauvaise case du formulaire. Il s'est aussi appuyé sur le fait que la commission n'a pas réagi lors de la soumission des documents ni lors de deux enquêtes préliminaires faites en réponse à des rapports ou à des plaintes de médias. Il est innocenté d'avoir commis des délits électoraux.
Selon la BBC, en mai 2020, la police métropolitaine a clos l'enquête sur Grimes et sur Halsall sur le sujet des illégalités de financements de campagne.